# نیروگاه فردوسی
نیروگاه سیکل ترکیبی فردوسی (مشهد، کیلومتر ۱۴ جاده مشهد - قوچان جنب نیروگاه طوس)، یکی از نیروگاه‌های ایران از نوع سیکل ترکیبی با ظرفیت تولید ۱۴۳۱ مگاوات است که شامل ۶ واحد گازی ۱۵۹ مگاواتی، در قالب طرح B.O.O (ساخت، بهره‌برداری، مالکیت) و ۳ واحد بخار ۱۵۹ مگاواتی در زمینی به مساحت ۵۲ هکتار است.
حرارت خروجی از واحدهای گازی با عبور از هارپ‌های واحد بخار باعث تبدیل آب به بخار و افزایش فشار بخار و در نهایت راه اندازی توربین بخار می‌شود که این امر باعث افزایش بهره‌وری و راندمان بیشتر نیروگاه‌های سیکل ترکیبی نسبت به نیروگاه گازی می‌شود.
سوخت این نیروگاه گاز طبیعی و سوخت پشتیبان نفت گاز (گازوئیل) است.

## روزشمار ساخت و هزینه نیروگاه
ساخت نیروگاه فردوسی از سال ۱۳۸۳ شروع شد. واحد دوم در تیر ۱۳۸۶، واحد سوم در بهمن ۱۳۸۶، واحد پنجم در خرداد ۱۳۸۷ و سرانجام بخش گاز نیروگاه در ۱۹ مهر ۱۳۸۷ وارد مدار شد.
این نیروگاه با سرمایه‌گذاری بخش خصوصی به ارزش ۴۰۰ میلیارد تومان احداث شد. از ۳۸۰ میلیون یورو که در این پروژه سرمایه‌گذاری شد، ۱۵۰ میلیون یورو از آن توسط گروه مپنا صورت گرفت.
واحد اول بخار این نیروگاه در سال ۱۳۹۹ به بهره‌برداری رسید.
دومین واحد بخار نیروگاه فردوسی با توان ۱۶۰ مگاوات در شهریور ۱۴۰۱ به بهره‌برداری رسید.